# Mykwa i dom kahalny w Brzesku
Mykwa i dom kahalny w Brzesku – zostały wybudowane w 1904 roku w bezpośrednim sąsiedztwie synagogi przy obecnej ulicy Puszkina. Do II wojny światowej mieścił biura miejscowej gminy żydowskiej i żydowską łaźnię rytualną.